# Mauricio Lemos
Paolo Mauricio Lemos Merladett (Rivera, 28 december 1995) is een Uruguayaans voetballer die bij voorkeur als centrale verdediger speelt. Hij tekende in 2016 bij Las Palmas, dat hem overnam van Roebin Kazan. Lemos debuteerde in 2017 in het Uruguayaans voetbalelftal. Lemos tekende in 2020 voor de Turkse club Fenerbahçe.

## Clubcarrière
Lemos maakte in 2013 zijn debuut in het eerste elftal van Defensor Sporting. In 2015 werd hij verhuurd aan Roebin Kazan, waarna hij vervolgens definitief de overstap maakte. In januari 2016 werd de Uruguayaan verhuurd aan Las Palmas. Hij debuteerde op 20 februari 2016 in de Primera División, tegen FC Barcelona. In mei 2016 verlengde Lemos zijn contract tot medio 2021.